# Militär & Geschichte
Militär & Geschichte ist eine deutsche Special-Interest-Zeitschrift zum Thema Militärgeschichte und erscheint seit 2014 zweimonatlich im GeraMond Verlag. Davor erschien das Magazin beim Pabel-Moewig Verlag. Seit 2016 wird auch regelmäßig im Jahr das Sonderheft Militär & Geschichte Extra zu ausgewählten militärhistorisch bedeutsamen Persönlichkeiten veröffentlicht.

## Konzept
Militär & Geschichte beinhaltet Artikel von Historikern und Fachjournalisten unter anderem zu den Kategorien Menschen & Schicksale, Kriege & Schlachten, Waffen & Technik, Verbände & Einheiten und seit 2019 auch Militaria. Der Zeitraum der behandelten Themen liegt hauptsächlich im 19. und 20. Jahrhundert, jedoch kommen auch regelmäßig Artikel über die Antike bis zur Neuzeit vor. Darstellungsformen sind historische Dokumente, Zeitzeugenberichte, Karten und Bildmaterial.

## Zielgruppe
Laut Verlag sind 99,3 Prozent der Leser männlich, jeder Zweite hat Abitur oder einen höheren Bildungsabschluss, ungefähr 46 Prozent der Leser sind zwischen 40 und 59 Jahre alt. Die durchschnittliche Lesedauer liege bei rund vier Stunden.